# 厄瓜多尔足球协会
厄瓜多尔足球协会（Federación Ecuatoriana de Fútbol），为厄瓜多尔足球的管理机构。厄瓜多尔足球协会成立于1925年。1926年，厄瓜多尔足协加入国际足联。1927年，加入南美足联。厄瓜多尔足协管理厄瓜多尔国家足球队以及全国大部分的足球赛事。厄瓜多尔足协位于瓜亚基尔。